# Мангри маянського коридору
Мангри маянського коридору (ідентифікатор WWF: NT1421) — неотропічний екорегіон мангрових лісів, розташований на півострові Юкатан.

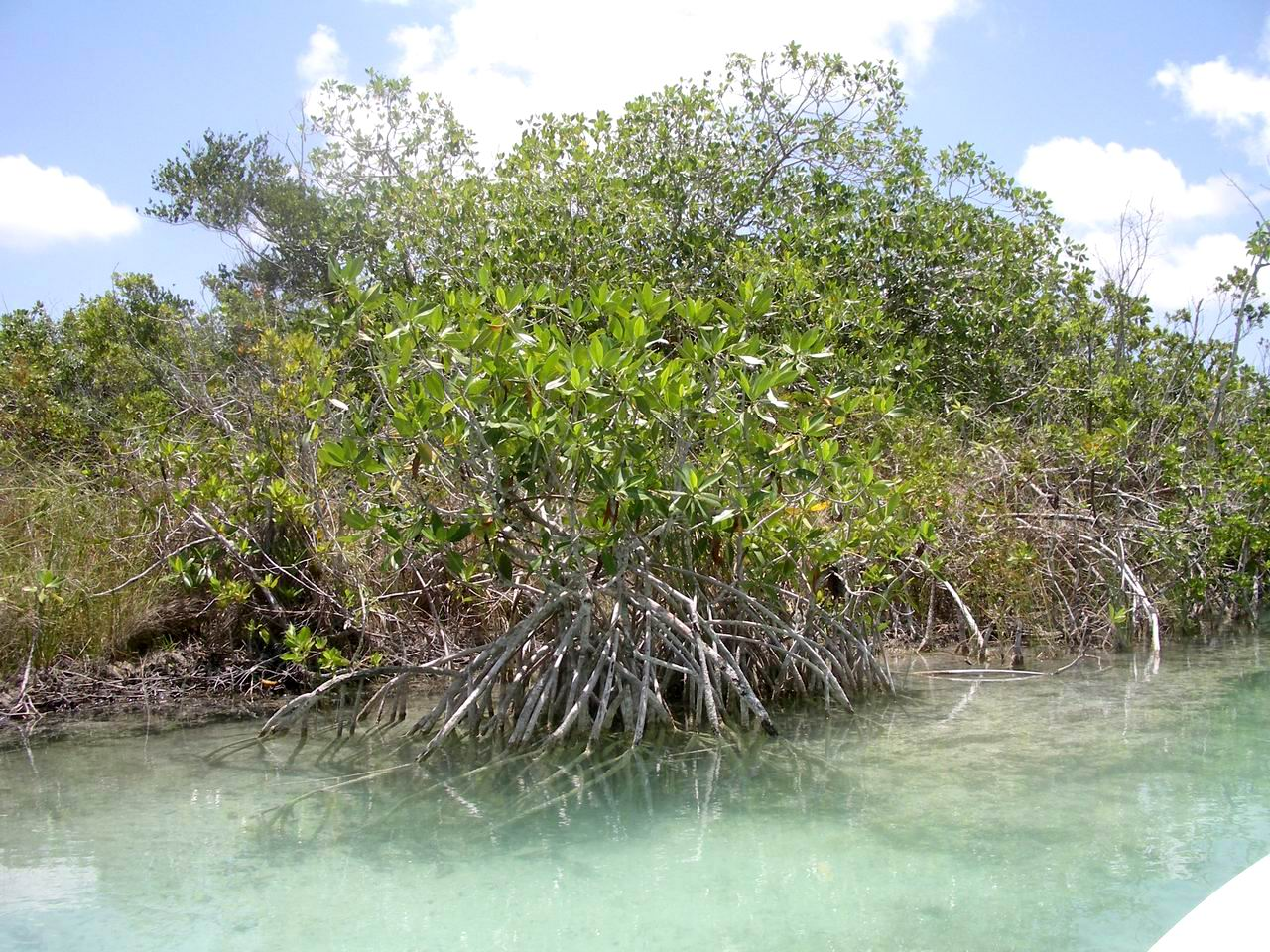
Мангри у Біосферному заповіднику Сіан-Ка'ан

## Географія
Екорегіон мангрів маянського коридору охоплює ділянки мангрових лісів, поширені уздовж узбережжя Карибського моря на сході Юкатанського півострова. Мангри екорегіону поширені на узбережжі мексиканського штату Кінтана-Роо, від Канкуна да затоки Четумаль безпосередньо біля кордону з Белізом, у регіоні, відомому як Маянське узбережжя або Рів'єра-Мая. Вони зазвичай зустрічаються у прибережних лагунах і дельтах річок, де припливно-відпливні коливання підтримують баланс прісної та солоної води, простягаючись лише на кілька кілометрів вглиб суходолу. У внутрішніх районах Юкатану мангрові ліси переходять у вологі ліси Юкатану.
Найпівнічнічша ділянка мангрів екорегіону простягається уздовж 50-кілометрової прибережної смуги від Канкуна на південь до міста Плая-дель-Кармен, розташованого навпроти острова Косумель. Далі на південь лежать прибережні лагуни, які є частиною Біосферного заповідника Сіан-Ка'ан. Навколо цих лагун знаходяться 23 археологічні пам'ятки цивілізації мая. Мангрові ліси простягаються вздовж лагун, що лежать за смугою прибережних дюн, на південь до кордону з Белізом.

## Клімат
В межах екорегіону переважає саванний клімат (Aw за класифікацією кліматів Кеппена). Середньорічна кількість опадів в регіоні становить близько 1300 мм, більшість з яких випадає влітку. З Карибського моря на сході до Юкатану регулярно приходять урагани та тропічні шторми.

## Флора
На сході Юкатану зустрічаються два типи мангрів: невисокі мангрові зарості, які виростають лише до 2 м заввишки, та мангрові ліси, дерева в яких можуть досягати 12 м у висоту, що ростуть на окраїнах прибережних лагун. Структура мангрів залежить від рівня солоності та кількості поживних речовин. В обох типах мангрів переважають чотири види мангрових дерев: червоні мангри (Rhizophora mangle), білі мангри (Laguncularia racemosa), чорні мангри (Avicennia germinans) та прямі конусоплідні мангри (Conocarpus erectus). Серед карликових мангрових чагарників також зустрічаються зарості болотяної меч-трави (Cladium mariscus subsp. jamaicense) та затокового ситняга (Eleocharis cellulosa). Трав'янисті рослини в регіоні не надто поширені, оскільки вони не терплять сильних коливань припливів та відпливів.

## Фауна
У манграх екорегіону зареєстровано 322 види птахів, приблизно дві третини з яких гніздяться у мангрових лісах. Серед водоплавних та коловодних птахів, поширених в регіоні, слід відзначити бурих пеліканів (Pelecanus occidentalis), червоних фламінго (Phoenicopterus ruber), рожевих косарів (Platalea ajaja), білих ібісів (Eudocimus albus), великих чепур (Ardea alba), рудошиїх чепур (Egretta rufescens), широкодзьобих кваків (Cochlearius cochlearius), бразильських бакланів (Phalacrocorax brasilianus), американських змієшийок (Anhinga anhinga), карибських мартинів (Leucophaeus atricilla), неотропічного ябіру (Jabiru mycteria), міктерій (Mycteria americana) та карликових рибалочок (Chloroceryle aenea), а серед інших птахів — малих індиків (Meleagris ocellata), карибських голубів (Patagioenas leucocephala), саванових катарт (Cathartes burrovianus), чорних канюків-крабоїдів (Buteogallus anthracinus), золотистих піснярів-лісовиків (Setophaga petechia), мангрових віреонів (Vireo pallens), чорних пересмішників (Melanoptila glabrirostris) та мангрових білозорок (Tachycineta albilinea)
Серед ссавців, що зустрічаються у манграх на сході Юкатанського півострова, слід відзначити ягуара (Panthera onca), пуму (Puma concolor), оцелота (Leopardus pardalis), білохвостого оленя (Odocoileus virginianus), сіру лисицю (Urocyon cinereoargenteus), білоносу носуху (Nasua narica) та звичайного ракуна (Procyon lotor). В лагуни регіону часто запливають американські ламантини (Trichechus manatus), які живляться водною рослинністю. 
У лагунах екорегіону мешкає найбільша популяція центральноамериканських крокодилів (Crocodylus moreletii) у Мексиці. Серед інших плазунів, поширених в екорегіоні, слід відзначити гострорилого крокодила (Crocodylus acutus), чорну шипохвосту ігуану (Ctenosaura similis) та імператорського удава (Boa imperator). На пляжах регіону відкладають яйця рідкісні морські черепахи: зелені черепахи (Chelonia mydas), бісси (Eretmochelys imbricata), шкірясті черепахи (Dermochelys coriacea) та довгоголові морські черепахи (Caretta caretta).

## Збереження
Мангри екорегіону разом з прилеглими кораловими рифами складають єдину природну екосистему, яка залишається переважно незайманою. Загрозою для збереження природи регіону є розвиток туризму, який може спричинити значні порушення місцевої рослинності, а також поширення екзотичних видів рослин, зокрема хвощелистих казуарин (Casuarina equisetifolia), у прибережних екосистемах, та полювання на ігуан, черепах і ламантинів. Основними природоохоронними територіями екорегіону є Біосферний заповідник Сіан-Ка'ан, Національний парк Східного узбережжя, острова Мухерес, мису Канкун та мису Нізук та Державний заповідник Бахіа-де-Четумаль. У 1987 році Біосферний заповідник Сіан-Ка'ан був внесений до списку Світової спадщини ЮНЕСКО, а у 2003 році цей заповідник був визнаний Рамсарським водно-болотним угіддям міжнародного значення.